# Мъри (област)
Вижте пояснителната страница за други значения на Мъри.
Мъри (на английски: Moray, на шотландски: A Moireibh) е една от 32-те области в Шотландия. Разположена е в североизточния регион и граничи с областите Абърдийншър и Хайланд.

## Населени места
- Елгин